# Casa de Carta
La Casa de Carta es una de las sedes del Museo de Historia y Antropología de Tenerife (MHAT). Se encuentra situada en la C/ Vino, nº 44, en Valle de Guerra, San Cristóbal de La Laguna, en Tenerife (Canarias, España). 
Es Bien de Interés Cultural, con categoría de Monumento.

## Descripción
Se trata de una casona rural muy bien conservada, perteneciente a la hacienda de los Guerra y adquirida por el capitán Matías Rodríguez Carta en 1726. 
El inmueble se distribuye en dos plantas, organizándose alrededor de sendos patios. Tras el muro almenado situado frente a su parte delantera y en el que se abre una portada con triple almena y cruz se accede al zaguán precedido de un arco de cantería de medio punto por el que se accede hasta el patio principal pavimentado con losa chasnera. 
Cuenta con antepecho abalaustrado en tres de sus lados con pies derechos lígneos, con canes y gárgolas en las esquinas. El cuarto lado aparece cerrado.
La casa se reparte en dos zonas respecto al patio. El área noble, con diversas habitaciones y salón, que da paso a una galería cerrada con un sencillo labrado de madera orientada al Norte. El área de servicio se organiza en torno a un segundo patio con planta de "L" y orientado al Sur, localizándose la cocina, bodega y dependencias de la servidumbre. En esta zona se ubica el aljibe y desde ella se prolonga los antiguos campos de cultivo y otras construcciones relacionadas con dicho uso.